# Yokosuka-Linie
| Triebzug der Baureihe E217 bei Zushi |                   |                               |                               |
| Streckenlänge: | 73,3 km           |                               |                               |
| Spurweite: | 1067 mm (Kapspur) |                               |                               |
| Stromsystem: | 1500 V ~          |                               |                               |
| Streckengeschwindigkeit: | 120 km/h          |                               |                               |
| Zweigleisigkeit: | Tokio – Yokosuka  |                               |                               |
| |                   |                               |                               |
| Gesellschaft: | JR East           |                               |                               |
| \| \| \| → Sōbu-Schnellbahnlinie \| 1972– \| \| \| 0,0 \| Tokio (東京) 1914– \| Tokio (東京) 1914– \| \| \| \| → Keiyō-Linie \| 1990– \| \| \| \| Yūrakuchō (有楽町) \| \| \| \| \| \| \| \| \| 1,9 \| Shimbashi (新橋) 1909– \| Shimbashi (新橋) 1909– \| \| \| \| Hamamatsuchō (浜松町) \| \| \| \| \| Tamachi (田町) \| \| \| \| \| \| \| \| \| \| \| \| \| \| 6,8 \| Shinagawa (品川) 1872– \| Shinagawa (品川) 1872– \| \| \| \| \| \| \| \| \| ↔ Keikyū-Hauptlinie \| 1904– \| \| \| \| → Tōkaidō-Hauptlinie \| 1872– \| \| \| \| → Keihin-Tōhoku-Linie \| 1914– \| \| \| \| Meguro-gawa \| \| \| \| \| ← Yamanote-Linie \| 1885– \| \| \| \| ← Yamanote-Güterlinie \| \| \| \| \| \| \| \| \| \| ↔ Rinkai-Linie \| 2002– \| \| \| \| \| \| \| \| \| \| \| \| \| \| Ōsaki-Zweiglinie \| \| \| \| \| ↔ Tōkyū Ōimachi-Linie \| 1927– \| \| \| 10,4 \| Nishi-Ōi (西大井) \| 1986– \| \| \| \| ↔ Tōkyū Ikegami-Linie \| 1923– \| \| \| \| \| \| \| \| \| ↔ Tōkyū Tamagawa-Linie \| 1923– \| \| \| \| Tama-gawa \| \| \| \| \| ← Tōkyū Meguro-Linie \| 1926– \| \| \| \| ↔ Nambu-Linie \| 1927– \| \| \| 16,8 \| Musashi-Kosugi (武蔵小杉) \| 1927– \| \| \| \| \| \| \| \| \| ← Tōkaidō-Shinkansen \| 1964– \| \| \| \| ← Musashino-Linie \| 1976– \| \| \| \| \| \| \| \| \| \| \| \| \| \| → zur Nambu-Linie \| \| \| \| 19,5 \| Shin-Kawasaki (新川崎) \| 1980– \| \| \| \| → Nambu-Güterzweiglinie \| \| \| \| \| \| \| \| \| \| \| \| \| \| \| Keihin-Tōhoku-Linie \| 1914– \| \| \| \| Tōkaidō-Hauptlinie \| 1872– \| \| \| \| → Tōkaidō-Güterlinie \| \| \| \| \| Tsurumi-gawa \| \| \| \| \| Tsurumi (鶴見) \| \| \| \| \| → Tsurumi-Linie \| 1930– \| \| \| \| → Takashima-Güterlinie \| \| \| \| \| \| \| \| \| \| ← Tōkaidō-Güterlinie \| \| \| \| \| \| \| \| \| \| Bahnbetriebswerk Kamakura \| \| \| \| \| ← Yokohama-Linie \| 1908– \| \| \| \| Higashi-Kanagawa (東神奈川) \| \| \| \| \| ← Tōkyū Tōyoko-Linie \| 1932– \| \| \| \| \| \| \| \| \| → Tōkaidō-Hauptlinie \| \| \| \| \| \| \| \| \| 31,7 \| Yokohama (横浜) 1915– \| Yokohama (横浜) 1915– \| \| \| \| → Minatomirai-Linie \| 2004– \| \| \| \| → Negishi-Linie \| 1872– \| \| \| \| → Keikyū-Hauptlinie \| 1931– \| \| \| \| ← Sōtetsu-Hauptlinie \| 1933– \| \| \| 34,7 \| Hodogaya (保土ケ谷) \| 1887– \| \| \| \| Yokosuka-Autobahn \| \| \| \| \| \| \| \| \| \| Shimizu-Tanito-Tunnel \| \| \| \| \| ← Tōkaidō-Güterlinie \| \| \| \| 39,6 \| Higashi-Totsuka (東戸塚) \| 1980– \| \| \| \| \| \| \| \| 43,8 \| Totsuka (戸塚) \| 1887– \| \| \| \| ← Yokohama Dreamland Monorail \| \| \| \| \| → Negishi-Linie \| 1973– \| \| \| 49,4 \| Ōfuna (大船) 1888– \| Ōfuna (大船) 1888– \| \| \| \| ← Tōkaidō-Güterlinie \| \| \| \| \| ← Tōkaidō-Hauptlinie \| 1887– \| \| \| \| Betriebswerk Kamakura \| \| \| \| \| ← Shōnan Monorail \| 1970– \| \| \| \| \| \| \| \| \| ehem. Betriebswerk Kamakura \| \| \| \| 51,7 \| Kita-Kamakura (北鎌倉) \| 1927– \| \| \| \| Ōgiketani-Tunnel \| \| \| \| \| Ausweiche Nagoshi \| \| \| \| 53,9 \| Kamakura (鎌倉) \| 1889– \| \| \| \| ← Enoshima-Dentetsu-Linie \| 1949– \| \| \| \| Nagoshi-Tunnel \| \| \| \| 57,8 \| Zushi (逗子) \| 1889– \| \| \| \| → J-TREC \| \| \| \| \| ↔ Keikyū Zushi-Linie \| 1930– \| \| \| 59,8 \| Higashi-Zushi (東逗子) \| 1952– \| \| \| \| Yokosuka-Autobahn \| \| \| \| \| Signalstation Numama \| \| \| \| \| Numama-Tunnel \| \| \| \| \| ↔ Keikyū Kurihama-Linie \| 1942– \| \| \| \| Taura-Tunnel \| \| \| \| 63,2 \| Taura (田浦) \| 1904– \| \| \| \| (2 Tunnel) \| \| \| \| \| US Army \| \| \| \| \| \| \| \| \| \| Ausweiche Yokosuka \| \| \| \| \| Yoshikura-Tunnel \| \| \| \| 65,3 \| Yokosuka (横須賀) \| 1889– \| \| \| \| Yokosuka-Tunnel (2089 m) \| \| \| \| \| ↔ Keikyū Kurihama-Linie \| \| \| \| \| \| \| \| \| \| Sagami-Kanaya (相模金谷) \| –1945 \| \| \| 68,7 \| Kinugasa (衣笠) \| 1944– \| \| \| \| → Keikyū Kurihama-Linie \| 1942– \| \| \| 73,3 \| Kurihama (久里浜) \| 1944– \| \| \| \| Keikyū Kurihama (京急久里浜) \| \| |                   |                               |                               |
| Strecke von links (im Tunnel) · Kreuzung mit Tunnelstrecke · Kreuzung mit Tunnelstrecke · Kreuzung mit Tunnelstrecke · Strecke quer (im Tunnel) |                   | → Sōbu-Schnellbahnlinie       | 1972–                         |
| | 0,0               | Tokio (東京) 1914–            | Tokio (東京) 1914–            |
| Strecke (im Tunnel) · Strecke · Strecke · Strecke |                   | → Keiyō-Linie                 | 1990–                         |
| Strecke (im Tunnel) · Strecke · Haltepunkt / Haltestelle |                   | Yūrakuchō (有楽町)            | Yūrakuchō (有楽町)            |
| Strecke nach links (im Tunnel) · Kreuzung mit Tunnelstrecke · Kreuzung mit Tunnelstrecke · Strecke von rechts (im Tunnel) · Strecke |                   |                               |                               |
| Strecke | 1,9               | Shimbashi (新橋) 1909–        | Shimbashi (新橋) 1909–        |
| Haltepunkt / Haltestelle · Strecke · Strecke (im Tunnel) · Strecke |                   | Hamamatsuchō (浜松町)         | Hamamatsuchō (浜松町)         |
| Haltepunkt / Haltestelle · Strecke · Strecke (im Tunnel) · Strecke |                   | Tamachi (田町)                | Tamachi (田町)                |
| Strecke von rechts (im Tunnel) · Strecke · Strecke · Strecke (im Tunnel) · Strecke |                   |                               |                               |
| Tunnelende · Strecke · Strecke · Tunnelende · Strecke |                   |                               |                               |
| | 6,8               | Shinagawa (品川) 1872–        | Shinagawa (品川) 1872–        |
| Strecke · Strecke · Strecke |                   |                               |                               |
| Strecke nach links · Kreuzung geradeaus unten · Kreuzung geradeaus unten · Kreuzung geradeaus unten · Kreuzung geradeaus unten |                   | ↔ Keikyū-Hauptlinie           | 1904–                         |
| Strecke · Strecke nach links · Kreuzung geradeaus oben · Kreuzung geradeaus oben |                   | → Tōkaidō-Hauptlinie          | 1872–                         |
| Abzweig geradeaus und nach links · Strecke quer · Kreuzung geradeaus oben · Kreuzung geradeaus oben |                   | → Keihin-Tōhoku-Linie         | 1914–                         |
| Brücke über Wasserlauf · Brücke über Wasserlauf · Brücke über Wasserlauf |                   | Meguro-gawa                   | Meguro-gawa                   |
| Strecke nach rechts · Strecke · Strecke |                   | ← Yamanote-Linie              | 1885–                         |
| Strecke quer · Abzweig geradeaus und nach rechts · Strecke |                   | ← Yamanote-Güterlinie         | ← Yamanote-Güterlinie         |
| |                   |                               |                               |
| Abzweig quer und von rechts · Kreuzung geradeaus oben · Kreuzung geradeaus oben · Strecke Tunnelanfang und quer |                   | ↔ Rinkai-Linie                | 2002–                         |
| Strecke nach links · Kreuzung geradeaus oben · Kreuzung geradeaus oben · Strecke von rechts |                   |                               |                               |
| Strecke von links · Kreuzung geradeaus unten · Strecke nach rechts · Strecke |                   |                               |                               |
| Strecke · Abzweig geradeaus und von links · Strecke quer · Strecke nach rechts |                   | Ōsaki-Zweiglinie              | Ōsaki-Zweiglinie              |
| Kreuzung geradeaus oben · Kreuzung geradeaus oben |                   | ↔ Tōkyū Ōimachi-Linie         | 1927–                         |
| Strecke · Bahnhof | 10,4              | Nishi-Ōi (西大井)             | 1986–                         |
| Kreuzung geradeaus oben · Kreuzung geradeaus oben |                   | ↔ Tōkyū Ikegami-Linie         | 1923–                         |
| |                   |                               |                               |
| Kreuzung geradeaus oben · Kreuzung geradeaus oben |                   | ↔ Tōkyū Tamagawa-Linie        | 1923–                         |
| Brücke über Wasserlauf · Brücke über Wasserlauf |                   | Tama-gawa                     | Tama-gawa                     |
| Strecke von rechts · Strecke · Strecke |                   | ← Tōkyū Meguro-Linie          | 1926–                         |
| Bahnhof quer · Kreuzung geradeaus oben · Kreuzung geradeaus oben · Kreuzung geradeaus oben · Strecke von rechts |                   | ↔ Nambu-Linie                 | 1927–                         |
| Bahnhof · Strecke · Bahnhof | 16,8              | Musashi-Kosugi (武蔵小杉)     | 1927–                         |
| Strecke nach rechts · Strecke · Strecke |                   |                               |                               |
| Strecke nach rechts · Strecke |                   | ← Tōkaidō-Shinkansen          | 1964–                         |
| Strecke von rechts (im Tunnel) · Strecke |                   | ← Musashino-Linie             | 1976–                         |
| Tunnelende · Strecke |                   |                               |                               |
| |                   |                               |                               |
| Strecke · Abzweig geradeaus und ehemals von links |                   | → zur Nambu-Linie             | → zur Nambu-Linie             |
| Strecke · Haltepunkt / Haltestelle | 19,5              | Shin-Kawasaki (新川崎)        | 1980–                         |
| Abzweig geradeaus und nach links · Kreuzung geradeaus oben |                   | → Nambu-Güterzweiglinie       | → Nambu-Güterzweiglinie       |
| Strecke nach links · Kreuzung geradeaus oben · Strecke von rechts |                   |                               |                               |
| Strecke von links · Strecke quer · Strecke nach rechts · Strecke |                   |                               |                               |
| Strecke · Strecke von links · Strecke quer · Kreuzung geradeaus oben |                   | Keihin-Tōhoku-Linie           | 1914–                         |
| Strecke · Strecke · Strecke von links · Kreuzung geradeaus oben |                   | Tōkaidō-Hauptlinie            | 1872–                         |
| Strecke · Strecke · Strecke · Abzweig geradeaus und von links |                   | → Tōkaidō-Güterlinie          | → Tōkaidō-Güterlinie          |
| Brücke über Wasserlauf · Brücke über Wasserlauf · Brücke über Wasserlauf · Brücke über Wasserlauf |                   | Tsurumi-gawa                  | Tsurumi-gawa                  |
| Haltepunkt / Haltestelle Streckenanfang · Strecke · Haltepunkt / Haltestelle · Strecke · Blockstelle |                   | Tsurumi (鶴見)                | Tsurumi (鶴見)                |
| Strecke nach links · Kreuzung geradeaus unten · Kreuzung geradeaus unten · Kreuzung geradeaus unten · Kreuzung geradeaus unten |                   | → Tsurumi-Linie               | 1930–                         |
| Strecke · Strecke |                   | → Takashima-Güterlinie        | → Takashima-Güterlinie        |
| Strecke · Strecke · Strecke · Tunnelanfang |                   |                               |                               |
| Kreuzung mit Tunnelstrecke · Kreuzung mit Tunnelstrecke · Kreuzung mit Tunnelstrecke · Strecke nach rechts (im Tunnel) |                   | ← Tōkaidō-Güterlinie          | ← Tōkaidō-Güterlinie          |
| Strecke |                   |                               |                               |
| Strecke · Strecke · Blockstelle |                   | Bahnbetriebswerk Kamakura     | Bahnbetriebswerk Kamakura     |
| Kreuzung geradeaus unten · Kreuzung geradeaus unten · Abzweig geradeaus und von rechts |                   | ← Yokohama-Linie              | 1908–                         |
| Strecke · Strecke · Haltepunkt / Haltestelle |                   | Higashi-Kanagawa (東神奈川)   | Higashi-Kanagawa (東神奈川)   |
| Strecke von rechts · Strecke · Strecke · Strecke |                   | ← Tōkyū Tōyoko-Linie          | 1932–                         |
| Tunnelanfang · Strecke · Strecke · Strecke · Strecke von links |                   |                               |                               |
| Strecke (im Tunnel) · Strecke · Abzweig geradeaus, ehemals nach links und ehemals von links · Kreuzung (Querstrecke außer Betrieb) · Kreuzung (Querstrecke außer Betrieb) |                   | → Tōkaidō-Hauptlinie          | → Tōkaidō-Hauptlinie          |
| Strecke (im Tunnel) · Strecke · Strecke |                   |                               |                               |
| | 31,7              | Yokohama (横浜) 1915–         | Yokohama (横浜) 1915–         |
| Strecke nach links (im Tunnel) · Kreuzung mit Tunnelstrecke · Kreuzung mit Tunnelstrecke · Kreuzung mit Tunnelstrecke · Kreuzung mit Tunnelstrecke |                   | → Minatomirai-Linie           | 2004–                         |
| Kopfbahnhof Streckenanfang · Strecke · Strecke · Strecke nach links · Kreuzung geradeaus unten |                   | → Negishi-Linie               | 1872–                         |
| Strecke nach links |                   | → Keikyū-Hauptlinie           | 1931–                         |
| Strecke · Strecke |                   | ← Sōtetsu-Hauptlinie          | 1933–                         |
| Dienststation / Betriebs- oder Güterbahnhof (Strecke außer Betrieb) · Haltepunkt / Haltestelle · Strecke | 34,7              | Hodogaya (保土ケ谷)           | 1887–                         |
| Strecke (außer Betrieb) |                   | Yokosuka-Autobahn             | Yokosuka-Autobahn             |
| Strecke |                   |                               |                               |
| Tunnel · Tunnel |                   | Shimizu-Tanito-Tunnel         | Shimizu-Tanito-Tunnel         |
| Strecke von halbrechts und Tunnelende · Strecke · Strecke |                   | ← Tōkaidō-Güterlinie          | ← Tōkaidō-Güterlinie          |
| Strecke · Haltepunkt / Haltestelle · Strecke | 39,6              | Higashi-Totsuka (東戸塚)      | 1980–                         |
| Strecke |                   |                               |                               |
| Strecke | 43,8              | Totsuka (戸塚)                | 1887–                         |
| Strecke |                   | ← Yokohama Dreamland Monorail | ← Yokohama Dreamland Monorail |
| U-Bahn-Strecke von rechts (außer Betrieb) · Abzweig geradeaus und von links · Kreuzung geradeaus unten · Kreuzung geradeaus unten · Strecke quer |                   | → Negishi-Linie               | 1973–                         |
| U-Bahn-Kopfbahnhof Streckenende (Strecke außer Betrieb) · Dienststation / Betriebs- oder Güterbahnhof | 49,4              | Ōfuna (大船) 1888–            | Ōfuna (大船) 1888–            |
| Strecke nach rechts · Strecke · Strecke · U-Bahn-Strecke |                   | ← Tōkaidō-Güterlinie          | ← Tōkaidō-Güterlinie          |
| Strecke quer · Strecke nach rechts · Strecke · U-Bahn-Strecke |                   | ← Tōkaidō-Hauptlinie          | 1887–                         |
| Betriebs-/Güterbahnhof Streckenanfang und quer · Abzweig geradeaus und nach rechts · U-Bahn-Strecke |                   | Betriebswerk Kamakura         | Betriebswerk Kamakura         |
| U-Bahn-Strecke quer · Kreuzung mit U-Bahn geradeaus unten · U-Bahn-Strecke nach rechts |                   | ← Shōnan Monorail             | 1970–                         |
| |                   |                               |                               |
| Betriebs-/Güterbahnhof Streckenanfang und quer (Strecke außer Betrieb) · Abzweig geradeaus und ehemals von rechts |                   | ehem. Betriebswerk Kamakura   | ehem. Betriebswerk Kamakura   |
| Haltepunkt / Haltestelle | 51,7              | Kita-Kamakura (北鎌倉)        | 1927–                         |
| Tunnel |                   | Ōgiketani-Tunnel              | Ōgiketani-Tunnel              |
| ehemalige Blockstelle |                   | Ausweiche Nagoshi             | Ausweiche Nagoshi             |
| | 53,9              | Kamakura (鎌倉)               | 1889–                         |
| Strecke nach rechts · Strecke |                   | ← Enoshima-Dentetsu-Linie     | 1949–                         |
| Tunnel |                   | Nagoshi-Tunnel                | Nagoshi-Tunnel                |
| Bahnhof | 57,8              | Zushi (逗子)                  | 1889–                         |
| Abzweig geradeaus und nach links |                   | → J-TREC                      | → J-TREC                      |
| Kreuzung geradeaus unten |                   | ↔ Keikyū Zushi-Linie          | 1930–                         |
| Haltepunkt / Haltestelle | 59,8              | Higashi-Zushi (東逗子)        | 1952–                         |
| |                   | Yokosuka-Autobahn             |                               |
| ehemalige Blockstelle |                   | Signalstation Numama          | Signalstation Numama          |
| Tunnel |                   | Numama-Tunnel                 | Numama-Tunnel                 |
| Kreuzung geradeaus unten |                   | ↔ Keikyū Kurihama-Linie       | 1942–                         |
| Tunnel |                   | Taura-Tunnel                  | Taura-Tunnel                  |
| Haltepunkt / Haltestelle | 63,2              | Taura (田浦)                  | 1904–                         |
| Tunnel |                   | (2 Tunnel)                    | (2 Tunnel)                    |
| Abzweig geradeaus und ehemals nach links |                   | US Army                       | US Army                       |
| Tunnel |                   |                               |                               |
| ehemalige Blockstelle |                   | Ausweiche Yokosuka            | Ausweiche Yokosuka            |
| Tunnel |                   | Yoshikura-Tunnel              | Yoshikura-Tunnel              |
| Bahnhof | 65,3              | Yokosuka (横須賀)             | 1889–                         |
| Tunnelanfang |                   | Yokosuka-Tunnel (2089 m)      | Yokosuka-Tunnel (2089 m)      |
| Kreuzung mit Tunnelstrecke (im Tunnel) |                   | ↔ Keikyū Kurihama-Linie       | ↔ Keikyū Kurihama-Linie       |
| Tunnelende |                   |                               |                               |
| ehemaliger Haltepunkt / Haltestelle |                   | Sagami-Kanaya (相模金谷)      | –1945                         |
| Bahnhof | 68,7              | Kinugasa (衣笠)               | 1944–                         |
| Strecke · Strecke von links |                   | → Keikyū Kurihama-Linie       | 1942–                         |
| Bahnhof · Strecke | 73,3              | Kurihama (久里浜)             | 1944–                         |
| Bahnhof |                   | Keikyū Kurihama (京急久里浜)  | Keikyū Kurihama (京急久里浜)  |

Die Yokosuka-Linie (jap. 横須賀線, Yokosuka-sen) ist eine Eisenbahnstrecke auf der japanischen Insel Honshū, die von der Bahngesellschaft JR East betrieben wird. Im Süden der Metropolregion Tokio verbindet sie die Hauptstadt Tokio mit den Städten Yokohama, Kamakura und Yokosuka in der Präfektur Kanagawa. Offiziell trägt nur das auf der Miura-Halbinsel gelegene Teilstück südlich des Bahnhofs Ōfuna die Bezeichnung Yokosuka-Linie. JR East verwendet diese jedoch für die gesamte Route ab Tokio. Dort besteht eine Verknüpfung zur Sōbu-Schnellbahnlinie von und nach Chiba.

## Streckenbeschreibung
Die in Kapspur (1067 mm) verlegte Strecke ist mit 1500 V Gleichspannung elektrifiziert. Im weiteren Sinne reicht sie vom Bahnhof Tokio bis nach Kurihama im Süden der Miura-Halbinsel und ist 73,3 km lang. Da die Züge der Yokosuka-Linie die Trassen mehrerer anderer Linien mitbenutzen, umfasst sie im engeren Sinne nur den 23,9 km langen Streckenabschnitt zwischen Ōfuna und Kurihama. Mit Ausnahme des eingleisigen Teilstücks südlich von Yokosuka ist die Strecke zweigleisig ausgebaut. Die Höchstgeschwindigkeit beträgt 95 km/h zwischen Ōfuna und Yokosuka sowie 65 km/h zwischen Yokosuka und Kurihama, ansonsten 120 km/h. Güterzüge verkehren bis Zushi.

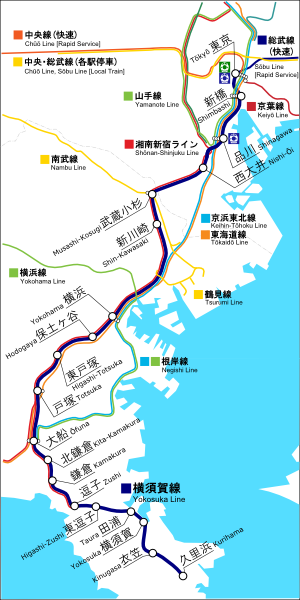
Streckenkarte

Nördlicher Ausgangspunkt ist der viergleisige Tunnelbahnhof unter dem zentralen Bahnhof Tokio, wo eine Verknüpfung mit der von Chiba her kommenden Sōbu-Schnellbahnlinie besteht (beide Linien bilden somit eine betriebliche Einheit). Der Tokio-Tunnel mit dem unterirdischen Zwischenbahnhof Shimbashi tritt kurz vor Shinagawa an die Oberfläche. Anschließend wechseln die Züge auf die Hinkaku-Linie, die zunächst südwestwärts parallel zu (und teilweise unter) den Gleisen der Schnellfahrstrecke Tōkaidō-Shinkansen verläuft. Südlich vom Bahnhof Ōsaki trifft sie auf die Shōnan-Shinjuku-Linie, welche ebenfalls die Hinkaku-Linie befährt. Nach der Querung mehrerer Bahnstrecken und des Flusses Tama fahren die Züge ab Musashi-Kosugi weiter auf der Hinkaku-Linie in südlicher Richtung. Kurz vor der Brücke über den Tsurumi erreicht sie den Verkehrskorridor, der von der Tōkaidō-Hauptlinie und der Keihin-Tōhoku-Linie mitbenutzt wird. Parallel zu diesen Strecken nutzen die Yokosuka-Züge eigene Gleise.
Während die Parallelführung mit der Keihin-Tōhoku-Linie im Bahnhof Yokohama endet, fahren die Züge weiterhin parallel zur Tōkaidō-Hauptlinie (teilweise auch parallel zur Tōkaidō-Güterlinie) bis nach Ōfuna. Hier beginnt die eigentliche Yokosuka-Linie und besteht Anschluss zur Negishi-Linie sowie zur Shōnan Monorail. Etwas südlich davon wird das Bahnbetriebswerk Kamakura passiert. Im Bahnhof Kamakura kann auf die Enoshima-Dentetsu-Linie umgestiegen werden. Zushi ist eine der beiden Endstationen der Shōnan-Shinjuku-Linie.
Der Numama-Tunnel und der Taura-Tunnel führen die Strecke von der Sagami-Bucht ostwärts hinüber zur Bucht von Tokio. Exakt zwischen diese beiden Tunnel eingepasst liegt der Bahnhof Taura. Da der dortige Bahnsteig zu kurz ist für die üblichen Züge mit elf Wagen, hält jeweils der vorderste Wagen in einem der Tunnel. Aus diesem Grund bleiben dessen Türen geschlossen und es kann weder ein- noch ausgestiegen werden. Beim Bahnhof Yokosuka passiert die Strecke die Basis der Japanischen Maritimen Selbstverteidigungsstreitkräfte. Sie wendet sich erneut nach Süden, führt durch den 2089 Meter langen Yokosuka-Tunnel und erreicht schließlich Kurihama.

## Betrieb
Nahverkehrszüge halten in der Regel an allen Bahnhöfen und werden über eine unterirdische Strecke im Tokioter Zentrum auf die Sōbu-Linie durchgebunden. Zwischen den Bahnhöfen Nishi-Ōi und Zushi teilen sie sich die Trasse mit Zügen der Shōnan-Shinjuku-Linie. Dies ergibt, abhängig von der Tageszeit, ein Angebot von fünf bis acht Zügen je Stunde an Werktagen. Auf der Yokosuka-Linie im engeren Sinne befahren die aus elf Wagen zusammengesetzten Züge die gesamte Strecke bis zum Endbahnhof Kurihama. Vor allem in der Hauptverkehrszeit verkehren Züge mit 15 Wagen, bei denen aufgrund der beengten Platzverhältnisse im südlichsten Streckenabschnitt in Zushi 4 Wagen abgehängt, beziehungsweise auf der Fahrt nach Norden zugesetzt werden. In der mittäglichen Nebenverkehrszeit fahren 4-Wagen-Züge auf den Abschnitt Zushi–Kurihama beschränkt mit Anschluss in Zushi. Eine Direktverbindung besteht dann nur stündlich.
Fast alle Züge der Yokosuka-Linie werden über eine viergleisige unterirdische Station unter dem Bahnhof Tokio auf die anschließende Sōbu-Schnellbahnlinie geleitet. Diese führt nach Chiba, wo sich die Laufwege der Direktverbindungen verzweigen. Von dort aus verkehren die Züge entweder nach Kazusa-Ichinomiya an der Sotobō-Linie, Kimitsu an der Uchibō-Linie, Kashimajingū an der Kashima-Linie oder nach Narutō an der Sōbu-Hauptlinie.
Ein bis zwei Mal pro Stunde verkehrt der Narita Express vom Flughafen Narita nach Tokio. In Shinagawa wird der Zug geflügelt, sodass ein Teil über die Yokosuka-Linie nach Ōfuna verkehren kann. Der Narita Express wird mit Sechswagenzügen der Bauart E259 bedient.
An Wochenenden und Feiertagen wird das Angebot durch den Holiday Rapid Kamakura ergänzt. Dieser Eilzug verkehrt von Minami-Koshigaya über die Musashino-Linie, Yokohama und Ōfuna nach Kamakura. Während der touristischen Hauptsaison fahren an Wochenenden vereinzelte Züge des Narita Express über die eigentliche Endstation Ōfuna hinaus bis nach Yokosuka. Die von JR Freight betriebenen Güterzüge fahren von Zushi aus auf der Negishi-Linie und auf der Tōkaidō-Hauptlinie. Im Bahnhof Zushi zweigt ein Anschlussgleis zum Werk des Schienenfahrzeugherstellers J-TREC ab, auf dem neue Fahrzeuge ausgeliefert werden.

## Bilder

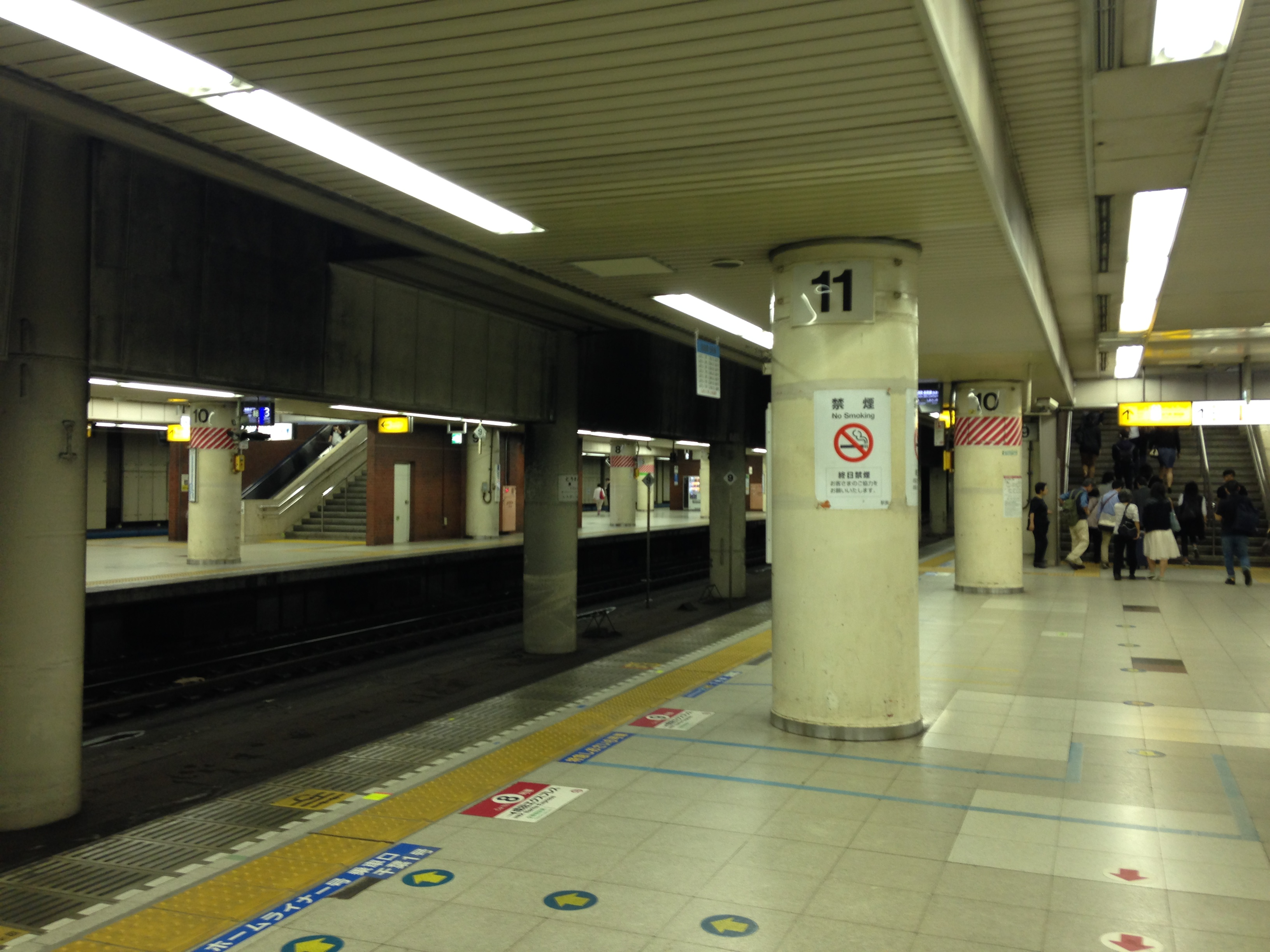
Tunnelbahnhof Tokio
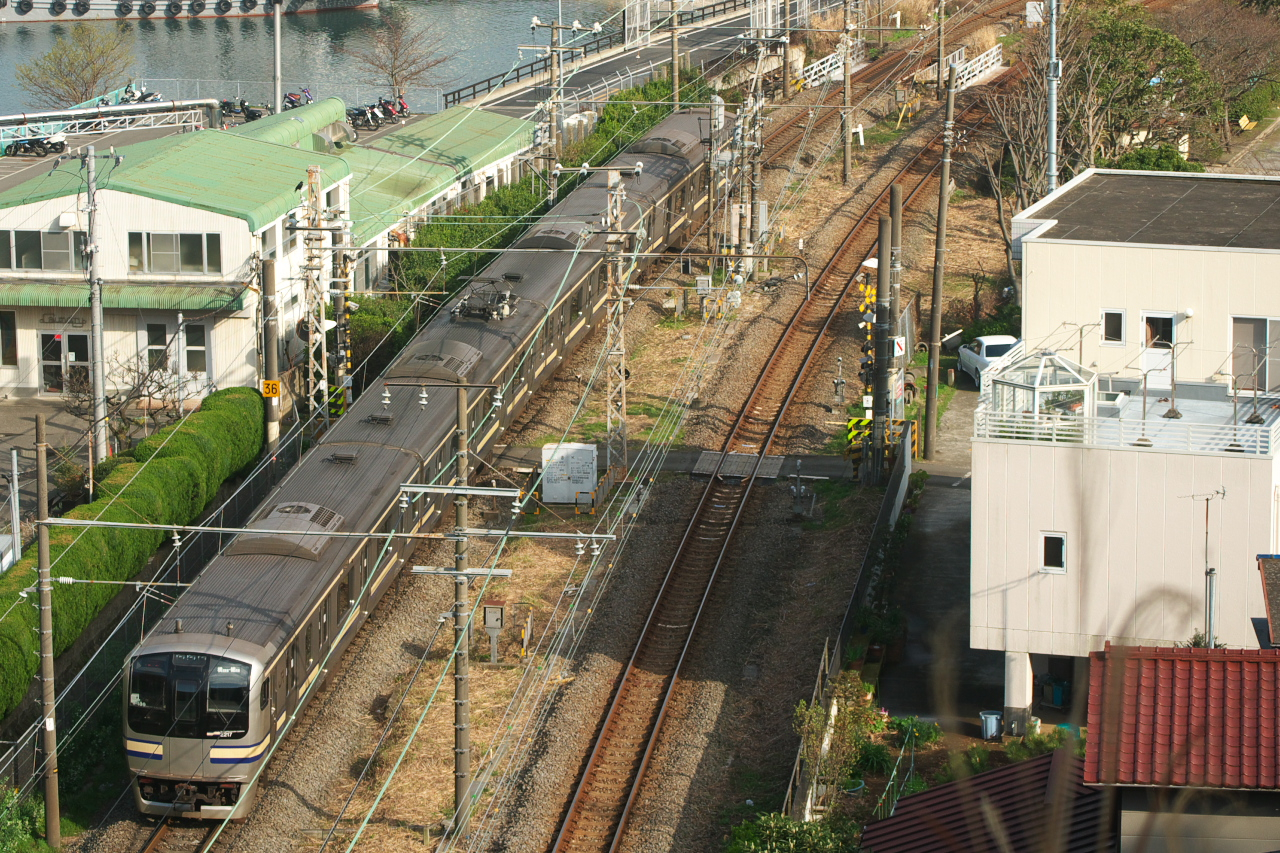
Zwischen Yokosuka und Taura
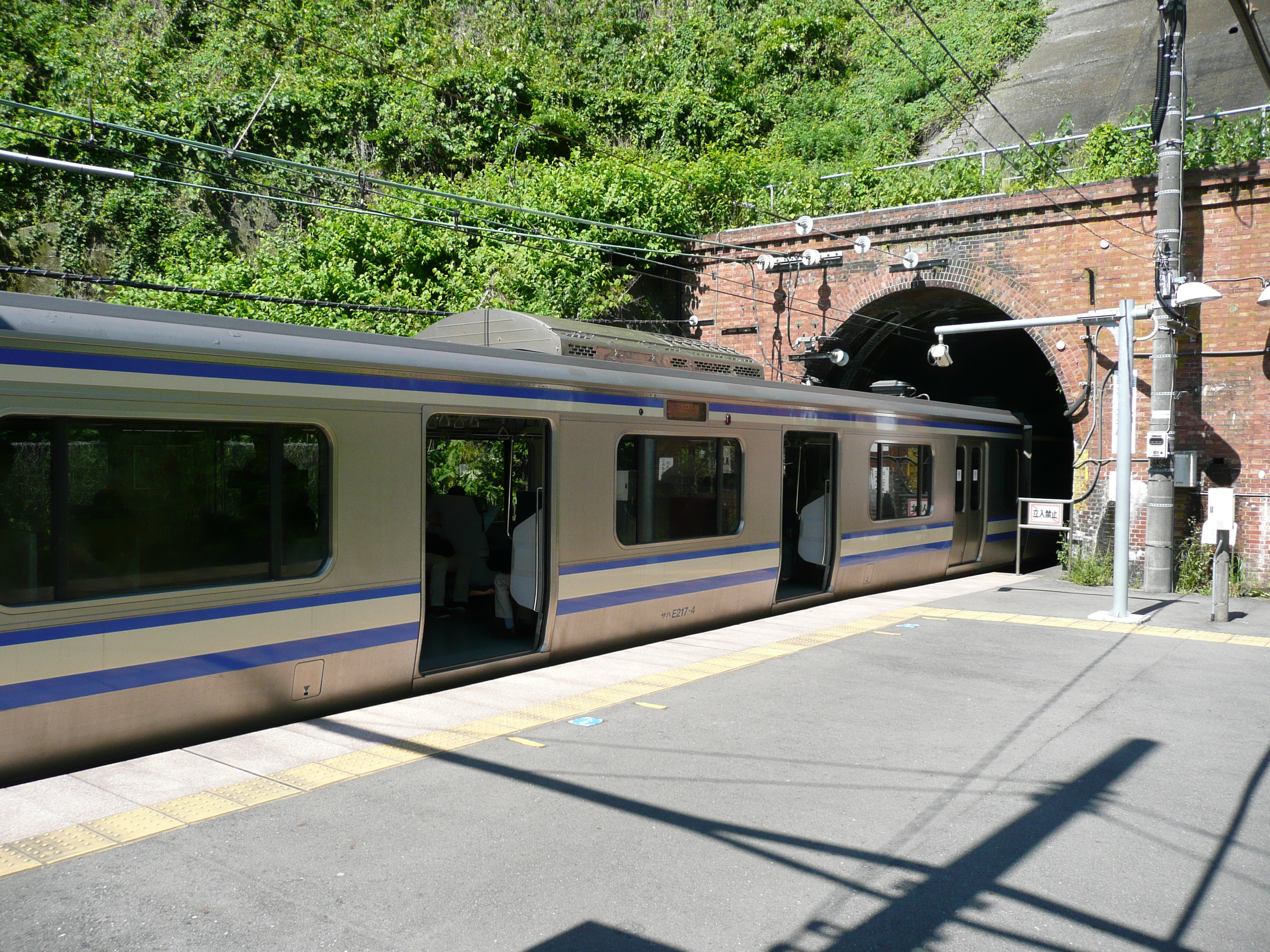
Zug im Bahnhof Taura, mit einem Wagen im Tunnel
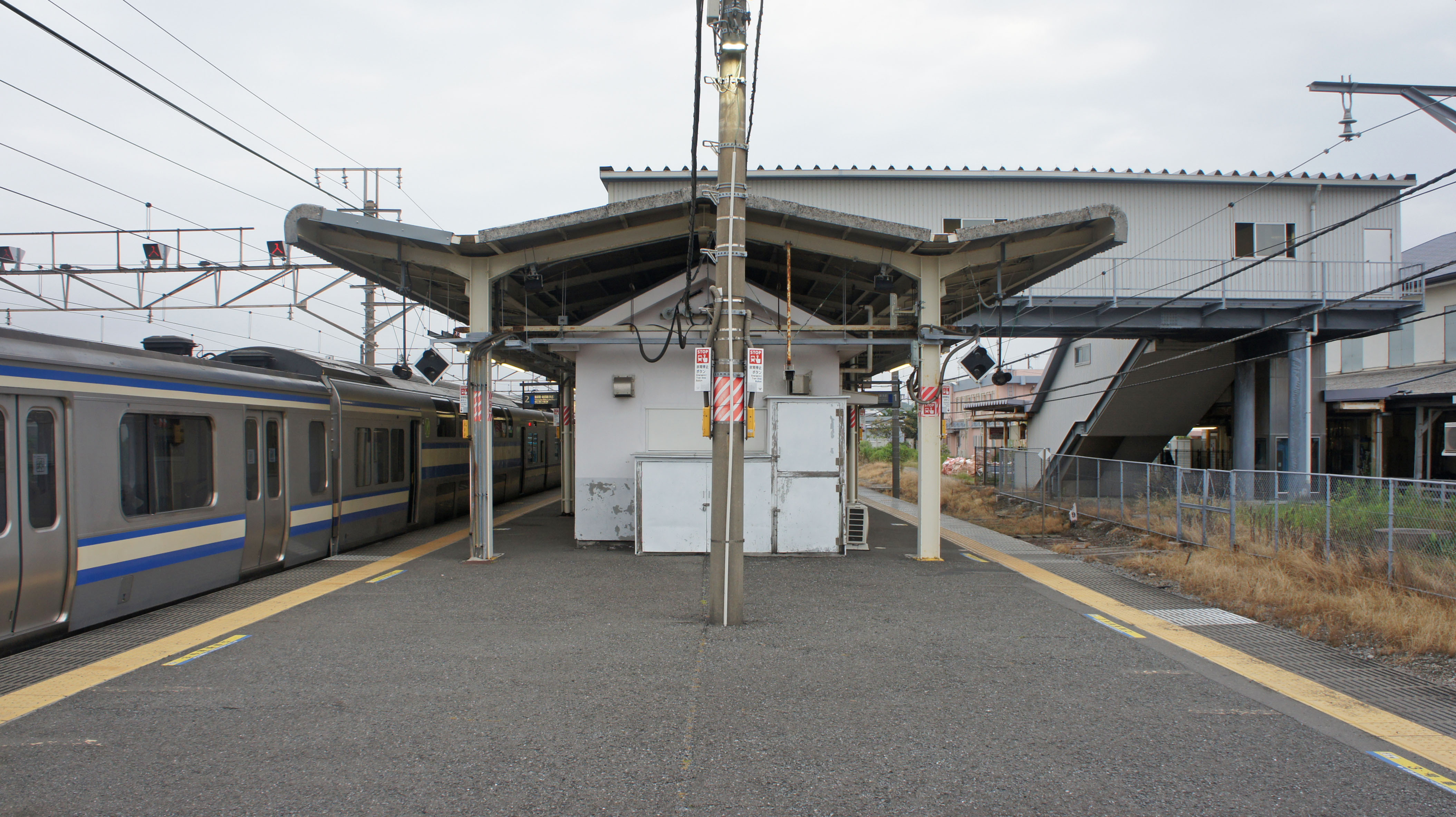
Bahnhof Kurihama
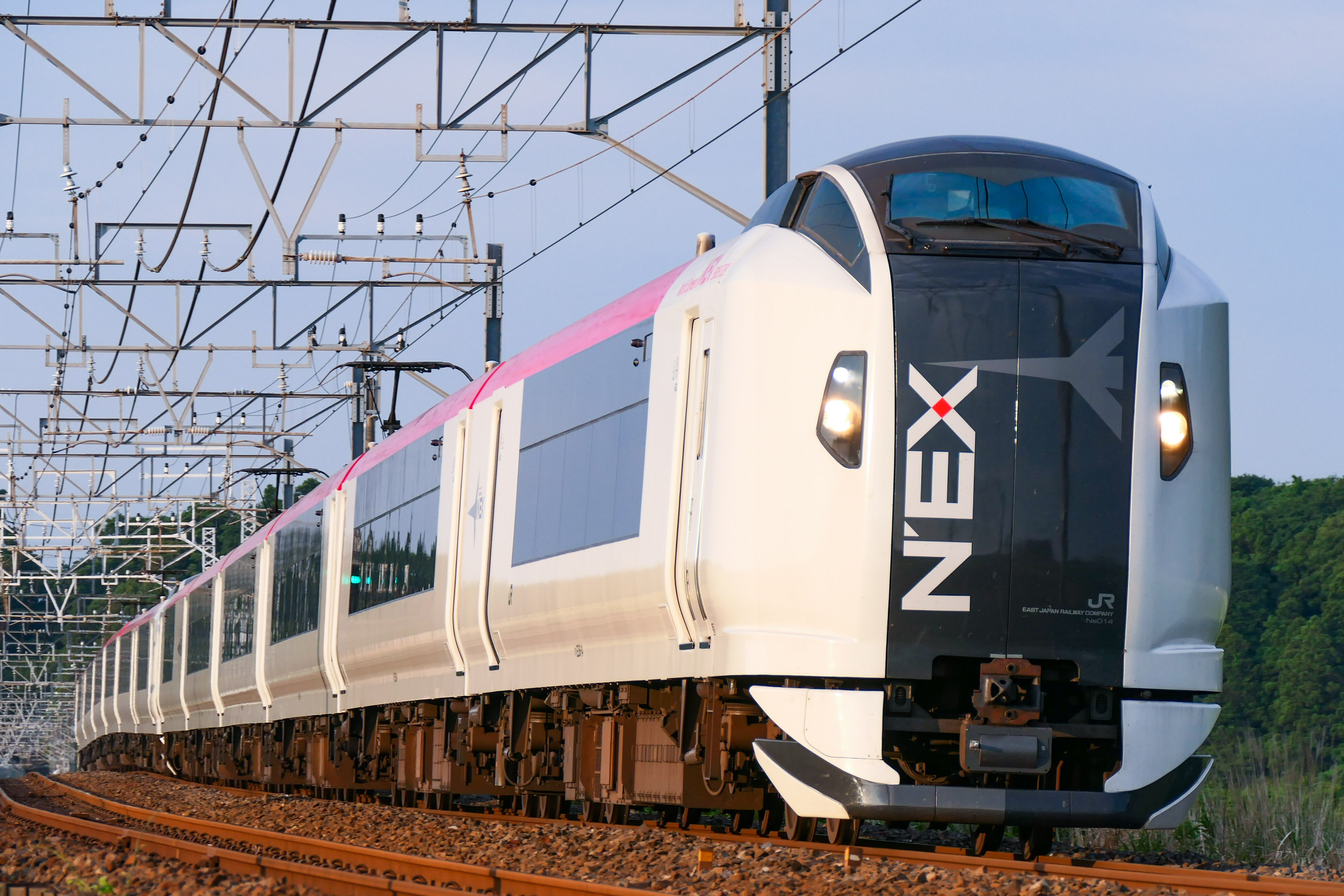
Narita Express

## Geschichte
Auslöser für den Bau der Yokosuka-Linie war ein am 22. Juni 1886 datiertes Schreiben an Premierminister Itō Hirobumi. Darin forderten Marineminister Saigō Jūdō und Heeresminister Ōyama Iwao im Namen der Kaiserlichen Marine und der Kaiserlichen Armee eine bessere Erschließung der umfangreichen Verteidigungsanlagen auf der Miura-Halbinsel zwischen der Bucht von Tokio und der Sagami-Bucht. Dies sei unerlässlich, um mögliche Invasoren rasch abwehren zu können. Am 10. März 1887 genehmigte das Kabinett den Streckenbau und die Vermessung begann wenige Wochen später am 22. April. Die eigentlichen Bauarbeiten begannen im Januar 1888.
Der spätere Trennungsbahnhof Ōfuna ging am 1. November 1888 in Betrieb. Am 12. März 1889 befuhr der Hofzug als erster die soeben fertiggestellte Strecke, um Kaiser Meiji zum Stapellauf eines Kriegsschiffes in der Marinewerft Yokosuka zu bringen. Der fahrplanmäßige Verkehr auf dem 15,9 km langen Abschnitt zwischen Ōfuna und dem Bahnhof Yokosuka wurde drei Monate später am 16. Juni aufgenommen. Als die Eisenbahnverwaltung im Jahr 1895 Streckennamen einführte, betrachtete sie die Strecke nach Yokosuka noch als Zweiglinie der Tōkaidō-Hauptlinie; 1909 gab sie ihr die bis heute verwendete Bezeichnung. Während des Ersten Weltkriegs nahm vor allem der Güterverkehr markant zu, weshalb das Eisenbahnamt des Kabinetts (das spätere Eisenbahnministerium) den zweigleisigen Ausbau vorantrieb. Ein zweites Gleis war ab 12. August 1914 zwischen Zushi und der Signalstation Numama vorhanden, ab 13. September 1916 zwischen Ōfuna und Kamakura, im März 1917 zwischen Kamakura und Zushi, am 20. Oktober 1920 zwischen der Signalstation Numama und Taura sowie am 25. Dezember 1924 zwischen Taura und Yokosuka.
Einzelne direkte Züge von der Hauptstadt nach Yokosuka gab es seit 1892, zunächst ab Shimbashi, seit 1914 vom neu eröffneten Bahnhof Tokio aus. Um die Attraktivität der Verbindung zu steigern, begannen im Juni 1922 die Arbeiten an der Elektrifizierung der Yokosuka-Linie. Nach einem Probebetrieb ab Juli 1925 nahm das Eisenbahnministerium am 13. Dezember desselben Jahres den fahrplanmäßigen elektrischen Vorortsverkehr auf. Dies bewirkte eine deutliche Verringerung der Fahrtzeit zwischen Tokio und Yokosuka. Zu Beginn des Jahres 1925 betrug sie 110 Minuten, nach der Einführung eines Taktfahrplans und von Triebwagen am 15. März 1930 noch 68 Minuten. Neben der militärischen Nutzung begann zusätzlich die Bedeutung des Ausflugsverkehrs zuzunehmen. Während des Pazifikkriegs ließ die Regierung in anderen Regionen etliche als „nicht dringlich“ bezeichnete Strecken stilllegen oder zurückbauen, um Schienen und sonstiges Material an strategisch wichtigeren Orten wiederzuverwenden. Von dieser Maßnahme profitierte unter anderem die Yokosuka-Linie, die am 1. April 1944 um acht Kilometer nach Kurihama verlängert wurde.
Nach Kriegsende verringerte sich der Umfang des militärischen Güterverkehrs auf der Yokosuka-Linie deutlich, hingegen nahm die Bedeutung des Pendlerverkehrs aufgrund der einsetzenden Suburbanisierung laufend zu. In den Eisenbahnunfall von Tsurumi am 9. November 1963, bei dem 162 Menschen starben, war unter anderem ein Zug der Yokosuka-Linie verwickelt, der von Kurihama nach Tokio unterwegs war. Am 16. Juni 1968 explodierte kurz vor Ōfuna in einem von Yokosuka her kommenden Zug ein Sprengsatz, wobei eine Person starb und 14 weitere verletzt wurden.
Ab den 1970er Jahren verfolgte die Japanische Staatsbahn die Strategie, verschiedene Vorortsstrecken im Großraum Tokio besser miteinander zu verknüpfen. Unter anderem war dies bei der Yokosuka-Linie und der Sōbu-Hauptlinie vorgesehen. Erste Etappe der Umsetzung war am 15. Juli 1972 die Inbetriebnahme der Sōbu-Schnellbahnlinie mit einem neuen Tunnelbahnhof unter dem Bahnhof Tokio. Daran schloss sich am 1. Oktober 1976 ein Tunnel bis kurz vor Shinagawa an. Die Kapazitätsgrenze der im Korridor zwischen Tokio und Yokohama verlaufenden Strecken war bereits erreicht, weshalb eine zusätzliche Trasse für einen Angebotsausbau unerlässlich war. Dafür bot sich die Hinkaku-Linie an, eine seit der Eröffnung der Musashino-Linie im Jahr 1973 nur schwach ausgelastete Güterstrecke, die an die neuen Bedürfnisse angepasst wurde. Die Inbetriebnahme des durchgehenden Vorortsverkehrs von der Yokosuka-Linie zur Sōbu-Schnellbahnlinie erfolgte am 1. Oktober 1980.

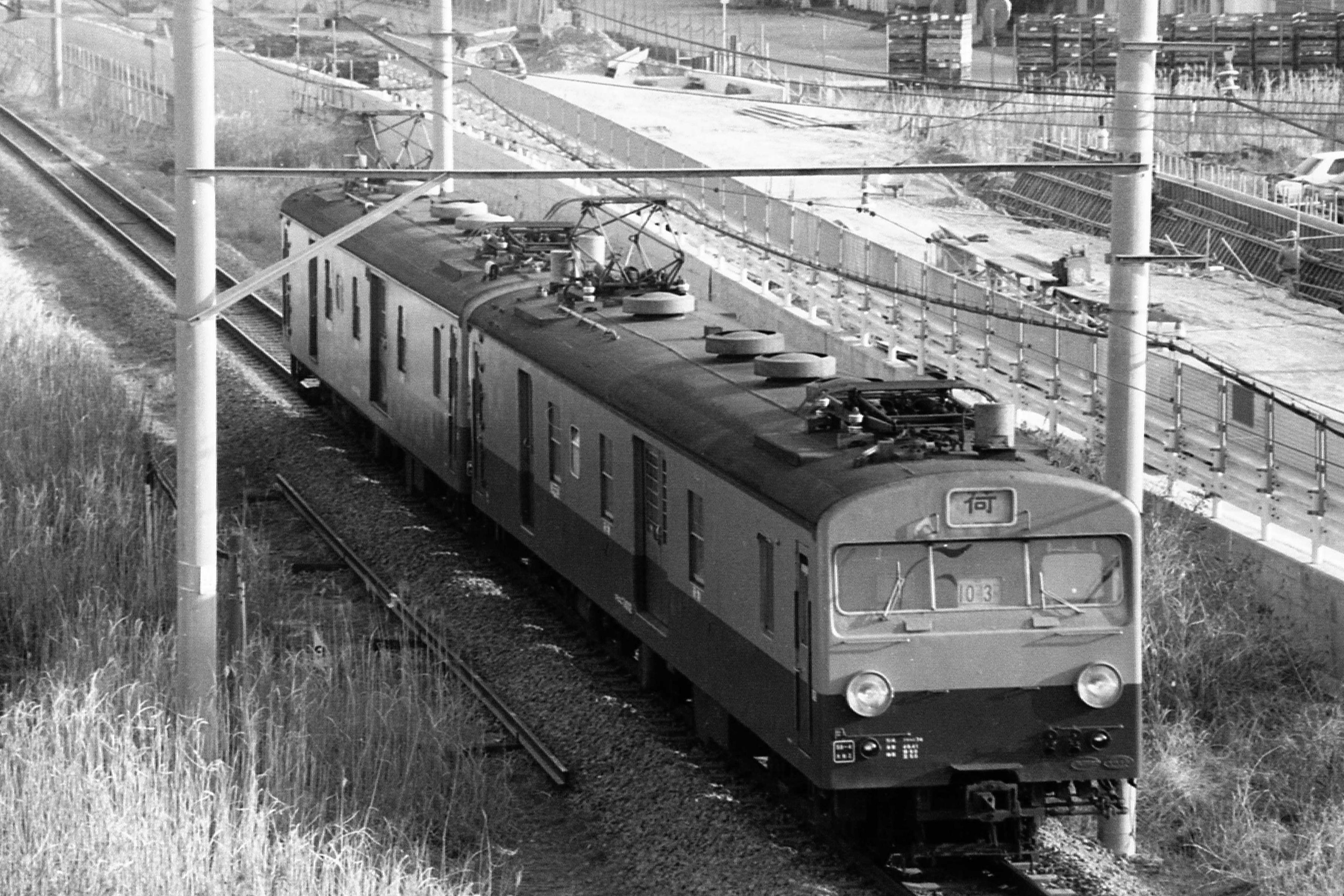
Triebzug zwischen Kinugawa und Kurihama (1985)

Aus Kostengründen stellte die Staatsbahn am 1. Oktober 1974 den Güterverkehr zwischen Yokosuka und Kurihama ein, am 1. Februar 1984 auch zwischen Zushi und Yokosuka. Im Rahmen der Staatsbahnprivatisierung ging die Strecke am 1. April 1987 in den Besitz der neuen Gesellschaft JR East über, während JR Freight den Güterverkehr nach Zushi übernahm. Am 1. Dezember 2001 führte JR East die Shōnan-Shinjuku-Linie ein, die fast ausschließlich bestehende Strecken nutzt; eine ihrer beiden südlichen Zweigstrecken ergänzt seither das Zugsangebot zwischen Ōfuna und Zushi.

## Liste der Bahnhöfe
| Name | Name                      | km   | Anschlusslinien | Lage   | Ort                   | Präfektur |
| ---- | ------------------------- | ---- | --- | ------ | --------------------- | --------- |
| JO19 | Tokio (東京)              | 00,0 | Tōkaidō-Shinkansen Tōhoku-Shinkansen Jōetsu-Shinkansen Hokuriku-Shinkansen Ueno-Tokio-Linie Tōkaidō-Hauptlinie (Utsunomiya-Linie) Yamanote-Linie Chūō-Hauptlinie (Chūō-Schnellbahnlinie) Sōbu-Hauptlinie (Sōbu-Schnellbahnlinie) Keihin-Tōhoku-Linie Keiyō-Linie U-Bahn Tokio: Marunouchi-Linie | Koord. | Chiyoda, Tokio        | Tokio     |
| JO18 | Shimbashi (新橋)          | 01,9 | Tōkaidō-Hauptlinie Yamanote-Linie Keihin-Tōhoku-Linie Yurikamome U-Bahn Tokio: Asakusa-Linie, Ginza-Linie | Koord. | Minato, Tokio         | Tokio     |
| JO17 | Shinagawa (品川)          | 06,8 | Tōkaidō-Shinkansen Tōkaidō-Hauptlinie Yamanote-Linie Keihin-Tōhoku-Linie Keikyū-Hauptlinie | Koord. | Minato, Tokio         | Tokio     |
| JO16 | Nishi-Ōi (西大井)         | 10,4 | Shōnan-Shinjuku-Linie | Koord. | Shinagawa             | Tokio     |
| JO15 | Musashi-Kosugi (武蔵小杉) | 16,8 | Nambu-Linie Shōnan-Shinjuku-Linie Tōkyū Tōyoko-Linie Tōkyū Meguro-Linie | Koord. | Nakahara-ku, Kawasaki | Kanagawa  |
| JO14 | Shin-Kawasaki (新川崎)    | 19,5 | | Koord. | Saiwai-ku, Kawasaki   | Kanagawa  |
| JO13 | Yokohama (横浜)           | 31,7 | Tōkaidō-Hauptlinie Keihin-Tōhoku-Linie Negishi-Linie Shōnan-Shinjuku-Linie Tōkyū Tōyoko-Linie Keikyū-Hauptlinie Sōtetsu-Hauptlinie U-Bahn Yokohama: Blaue Linie Minatomirai-Linie | Koord. | Nishi-ku, Yokohama    | Kanagawa  |
| JO12 | Hodogaya (保土ケ谷)       | 34,7 | | Koord. | Hodogaya-ku, Yokohama | Kanagawa  |
| JO11 | Higashi-Totsuka (東戸塚)  | 39,6 | | Koord. | Totsuka-ku, Yokohama  | Kanagawa  |
| JO10 | Totsuka (戸塚)            | 43,8 | Shōnan-Shinjuku-Linie U-Bahn: Blaue Linie | Koord. | Totsuka-ku, Yokohama  | Kanagawa  |
| JO09 | Ōfuna (大船)              | 49,4 | Tōkaidō-Hauptlinie Negishi-Linie Shōnan-Shinjuku-Linie Shōnan Monorail | Koord. | Kamakura              | Kanagawa  |
| JO08 | Kita-Kamakura (北鎌倉)    | 51,7 | | Koord. | Kamakura              | Kanagawa  |
| JO07 | Kamakura (鎌倉)           | 53,9 | Enoshima-Dentetsu-Linie | Koord. | Kamakura              | Kanagawa  |
| JO06 | Zushi (逗子)              | 57,8 | Shōnan-Shinjuku-Linie | Koord. | Zushi                 | Kanagawa  |
| JO05 | Higashi-Zushi (東逗子)    | 59,8 | | Koord. | Zushi                 | Kanagawa  |
| JO04 | Taura (田浦)              | 63,2 | | Koord. | Yokosuka              | Kanagawa  |
| JO03 | Yokosuka (横須賀)         | 65,3 | | Koord. | Yokosuka              | Kanagawa  |
| JO02 | Kinugasa (衣笠)           | 68,7 | | Koord. | Yokosuka              | Kanagawa  |
| JO01 | Kurihama (久里浜)         | 73,3 | im Bhf. Keikyū Kurihama: Keikyū Kurihama-Linie | Koord. | Yokosuka              | Kanagawa  |